# Одиннадцать запрещённых мультфильмов
«Одиннадцать запрещённых мультфильмов» (англ. Censored Eleven) — название группы из одиннадцати американских мультфильмов, производства 1931—1944 годов, запрещённых к показу в США с 1968 года.
В 1968 году кинокомпания United Artists владела правами на распространение содержимого Associated Artists Productions, и она решила снять одиннадцать мультфильмов с трансляции, в связи с использованием этнических стереотипов в них, в частности африканских стереотипов, это было сочтено слишком оскорбительным для современной аудитории. С тех пор ни один из этих мультфильмов не был официально (для широкой общественности) показан в кино или по телевидению, хотя их можно встретить в бюджетных VHS- и DVD-сборниках.

## История
В отличие от игровых фильмов, где требования цензуры возможно учитывать по ходу съёмки, полностью готовый мультфильм передавался специальной комиссии только по завершении, что заставляло его создателей проявлять исключительную осторожность в отношении ограничений. В 1983 году мультипликатор и режиссёр Чак Джонс так высказался о мульт-цензуре Warner Bros.: «Мне вообще не нравится смотреть, как режут фильмы… Они делают некоторые сокращения, которые настолько произвольны и глупы, что вы не можете в это поверить».
Когда в 1986 году миллиардер Тед Тёрнер приобрёл права на все мультфильмы Warner Bros., выпущенные до 1950 года, он поклялся, что не будет распространять или транслировать ни один из этих «11 запретных мультфильмов». В итоге только эти одиннадцать мультфильмов оказались не включёнными в сборник «Золотой век Looney Tunes» (всего пятитомный видеосборник включил в себя 332 мультфильма).
К концу XX века об этих «запрещённых мультфильмах» узнала широкая общественность, так как некоторые историки анимации обратили на них внимание. В 2008 году вышла статья в The New York Times, а появление и распространение YouTube позволило найти и выложить в интернет некоторые из этих мультфильмов.
В апреле 2010 года восемь из этих одиннадцати мультфильмов были показаны в кинотеатре «Египетский театр» в Голливуде — мероприятие провёл историк кино и писатель Дональд Богл. Историк анимации Джерри Бек предположил, что это было способом для Warner Bros. «прощупать почву» для потенциального выпуска этих спорных мультфильмов на DVD, возможно, через коллекцию Warner Archives.
В 2010-х годах планировалось выпустить эти одиннадцать мультфильмов традиционным розничным выпуском, однако по состоянию на 2018 год этого так и не произошло: «планы по выпуску этих мультфильмов были отменены из-за изменения культурных особенностей, а также плохих продаж классических DVD с мультфильмами».

## Список
Десять из этих мультфильмов относятся к серии Merrie Melodies, один — к Looney Tunes (все производства концерна Warner Bros.) Режиссёром четырёх из этих 11 мультфильмов выступил Фриз Фрилинг, Текс Эйвери — трёх. Продюсером десяти из этих мультфильмов был Леон Шлезингер.
| Название                              | Год                    | В общественном достоянии? | Ссылки (imdb.com) |
| ------------------------------------- | ---------------------- | ------------------------- | ----------------- |
| Hittin' the Trail for Hallelujah Land | 1931                   | Да                        |                   |
| Sunday Go to Meetin' Time             | 1936 1944 (перевыпуск) | Нет                       |                   |
| Clean Pastures                        | 1937                   | Нет                       |                   |
| Бунгало дяди Тома                     | 1937                   | Нет                       |                   |
| Jungle Jitters                        | 1938                   | Да                        |                   |
| Остров Пинго-Понго                    | 1938 1944 (перевыпуск) | Нет                       |                   |
| Всё это и рагу из кролика             | 1941                   | Да                        |                   |
| Черномазка и семь гномов              | 1943                   | Нет                       |                   |
| Tin Pan Alley Cats                    | 1943                   | Нет                       |                   |
| Angel Puss                            | 1944                   | Нет                       |                   |
| Goldilocks and the Jivin' Bears       | 1944 1951 (перевыпуск) | Нет                       |                   |

- Смотреть Hittin' the Trail for Hallelujah Land[англ.]
- Смотреть Jungle Jitters[англ.]

## Другие мультфильмыLooney Tunes, подвергшиеся цензуре
С момента создания этого списка в 1968 году, ещё несколько мультфильмов Looney Tunes были запрещены к показу, но не были добавлены в «Запрещённые одиннадцать». Это, например, Tokio Jokio (1943) и «Отчаянное положение Багса Банни» (1944) — оба на «японскую тему».
Несколько мультфильмов Looney Tunes не запретили к показу, но подвергли серьёзному монтажу для удаления «афроамериканских стереотипов». К их числу относятся September in the Rain (1937), «Путешествие на поезде» (1937), Confederate Honey (1940), Fresh Hare (1942).
Несколько мультфильмов Looney Tunes не были запрещены и не подверглись дополнительному монтажу, но показываются намеренно редко из-за стереотипных и потенциально оскорбительных изображений коренных американцев. Это: The Hardship of Miles Standish (1940), Slightly Daffy (1944), A Feather in His Hare (1948), Tom Tom Tomcat (1953), Horse Hare (1960), Injun Trouble (1969).